# 下幌成站

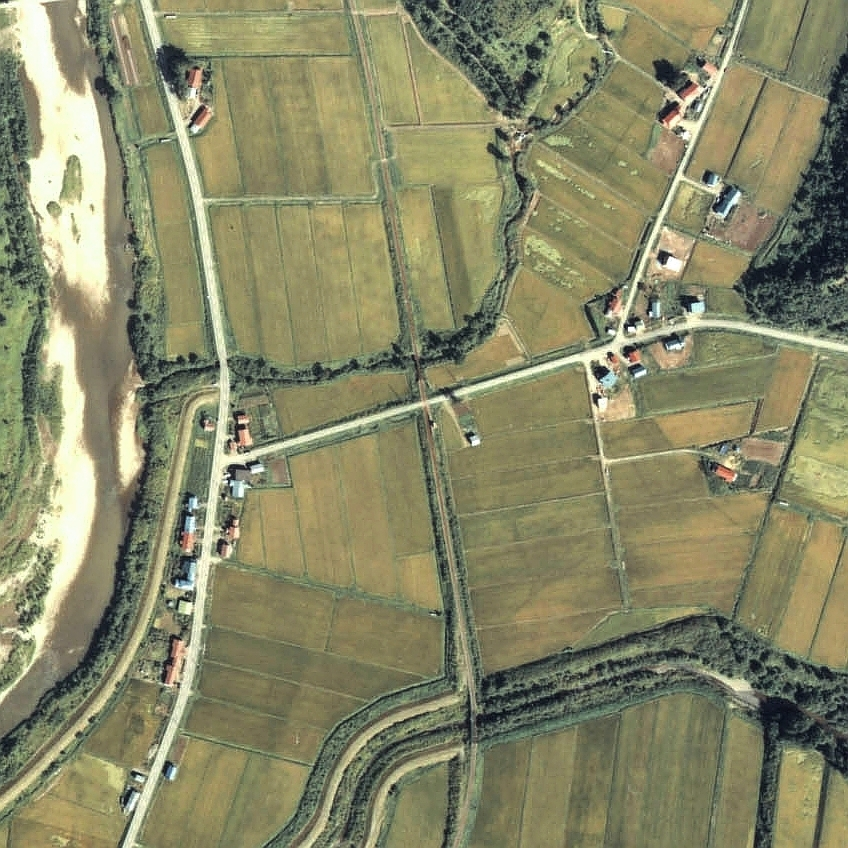
1977年的下幌成臨時乘降場與方圓約500米範圍。上方為朱鞠內方向。

下幌成站（日语：／ Shimo-Horonari eki */?）是位於北海道深川市多度志町下幌成，北海道旅客鐵道（JR北海道）的深名線車站（廢站）。隨著深名線廢線，車站在1995年（平成7年）9月4日廢除。

## 歷史
- 1955年（昭和30年）8月20日 - 日本國有鐵道（國鐵）深名線下幌成臨時乘降場（局（日语：鉄道管理局）設定）啟用。
- 1987年（昭和62年）4月1日 - 伴隨國鐵分割民營化，車站由北海道旅客鐵道（JR北海道）營運。同時升級至車站，名為下幌成站。
- 1990年（平成2年）3月10日 - 設定營業距離。
- 1995年（平成7年）9月4日 - 深名線全線廢除，此站也廢除。

## 車站構造
截至車站廢除前，車站是一座地面車站，設有1面1線的單式月台。月台位於路軌東邊（名寄方向的列車會開啟右邊車門）。此站沒有轉轍器。
此站原本是臨時乘降場，因此車站為無人車站。站內沒有車站大樓，月台中央部分設有候車室。月台長度較短。在名寄一方（北邊）設有斜道。

## 站名的由來
車站取自所在地名稱。

## 使用狀況
- 在1992年度（平成4年度），1日的上下車人次為14人[1]。

## 車站周邊
- 國道275號（空知國道）
- 北海道道920號幌內湯內線 - 靠近鷹泊站一方設有平交道。
- 成福寺
- 雨龍川[2]
- 幌內山 - 車站東北方，海拔577米[2]。
- JR北海道巴士深名線（日语：深名線 (ジェイ・アール北海道バス)）「下幌成」巴士站

## 相鄰車站
北海道旅客鐵道（JR北海道）
深名線
幌成－下幌成－鷹泊

## 注腳
1. 1 2 3 4 5  書籍《JR・私鉄全線各駅停車1 北海道630駅》（小學館，1993年6月發行）74頁。
2. 1 2  書籍《北海道道路地図 改訂版》（地勢堂，1980年3月發行）9頁。